# Club Sportivo Peñarol (Chimbas)
O Club Sportivo Peñarol, também conhecido como Sportivo Peñarol ou simplesmente Peñarol, é um clube esportivo argentino da cidade de Chimbas, na província de San Juan. Fundado em 24 de novembro de 1918, suas cores são o vermelho, o azul e o branco. A equipe masculina de futebol atualmente participa do Torneo Federal A, a terceira divisão do futebol argentino para as equipes indiretamente afiliadas à Associação do Futebol Argentino (AFA), entidade máxima do futebol na Argentina. Seu estádio é o Ramón Pablo Rojas, que assim como sua sede, fica em Chimbas e tem capacidade para 5 mil torcedores.

## História

### Fundação
Em 24 de novembro de 1918, um grupo de jovens sonhadores que frequentemente se reuniam num banco da praça de Concepción, decidiram concretizar sua ousada ideia de formar um clube de futebol amador. Nascia assim o Club Sportivo Peñarol.

### Futebol
É afiliado à Liga Sanjuanina de Fútbol, o que o faz ser indiretamente afiliado à AFA através do Conselho Federal do Futebol Argentino (CFFA), onde conquistou seis ligas regionais: 1947, 1965, 1978, 1979, 2006 e 2017. Em 2019, o Bohemio de Chimbas garantiu pela primeira vez em sua história um acesso ao Torneo Federal A, a vaga veio com a conquista do Torneo Regional Federal Amateur ao lado de outras três equipes, também promovidas.